# Explosiones de Guadalajara de 1992

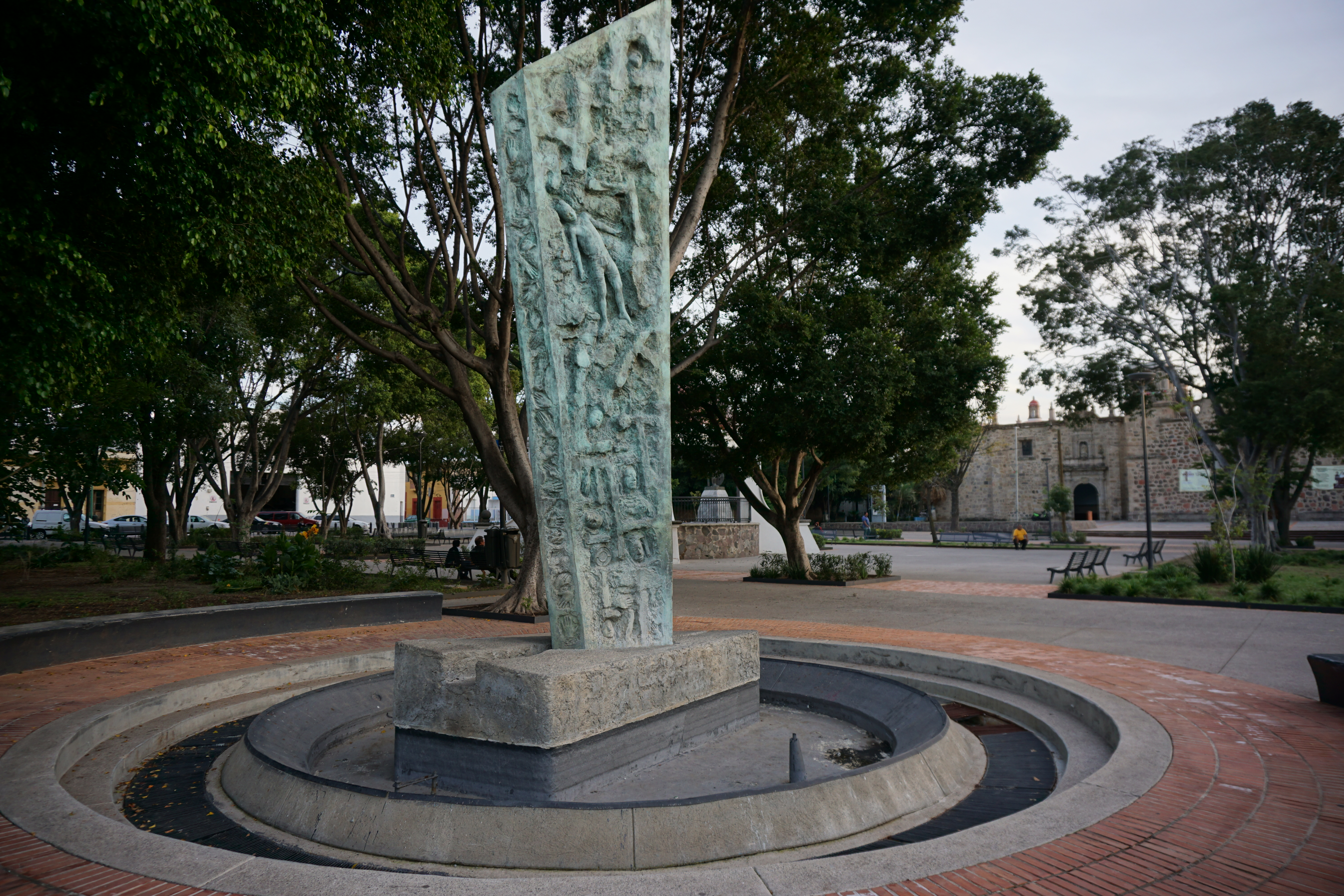
Monumento a los fallecidos.

Las explosiones de Guadalajara, Jalisco, tuvieron lugar el miércoles 22 de abril de 1992 en el barrio céntrico de Analco, afectando también a las colonias Atlas, San Carlos y Las Conchas. Donde 212 personas perdieron la vida y otras 1800 resultaron heridas.
Las explosiones de gasolina en el sistema de alcantarillado ocurrieron poco después de las 10:00 de la mañana (hora local), destruyendo 8 kilómetros de calles, siendo la calle de Gante la más afectada. El saldo oficial de las explosiones fue de 212 muertos, 69 desaparecidos, 1800 lesionados, se destruyeron ocho kilómetros de calles, resultaron afectadas 1142 viviendas, 450 comercios, 100 centros escolares y 600 vehículos. Sin embargo, testimonios de personas sobrevivientes y voluntarios de la tragedia indican una suma mucho mayor en bajas y heridos. El daño económico estimado fue de entre 7 y 10 millones de dólares. El área afectada se puede reconocer actualmente por la arquitectura más moderna en las áreas que fueron destruidas.

## Cronología de los hechos
Las explosiones fueron provocadas por el gas metano producto de la descomposición en el drenaje, acumulación de gas provocada por un sifón que se hizo para el paso del tren ligero en la av. Javier mina y Calzada independencia, posteriormente en otro evento cerraron el ducto de Pemex de Salamanca a Guadalajara provocando un derrame y la falla de este en más de 120 puntos, por este segundo evento no hubo heridos, pero fue la razón por la cual fueron a prisión el jefe de ductos de Pemex en GDL y el director de obras públicas del estado. 

### Antecedentes
- 19 de abril: Vecinos de la calle Gante envían reportes al Ayuntamiento de Guadalajara informando que hay un fuerte olor a gasolina y, esta también salía de las tomas de agua, además salía humo de las alcantarillas.
- 20 de abril: Trabajadores del Ayuntamiento y de la de Protección Civil, acudieron a la calle Gante para hacer revisiones, encontrándose fuertes niveles de gasolina y otros hidrocarburos, sin embargo se dijo que no era necesaria la evacuación de la zona. Lo cual produjo la pérdida de muchas vidas humanas el día de las explosiones.
- 21 de abril: Se registra una temperatura muy calurosa de casi 36 °C y, a pesar de ello, los elementos de protección civil realizan monitoreos en el drenaje de la zona.

### 22 de abril
- 10:00: Las tapas de las alcantarillas comienzan a botar y columnas de humo de color blanco comienzan a salir de ellas.
- 10:05: Ocurren las dos primeras explosiones, la primera en la esquina de la Calzada Independencia y la calle Aldama, y la segunda en el cruce de las calles Gante y 20 de Noviembre.
- 10:06: Se recibe la primera llamada en el 060.
- 10:08: Tercera explosión, un autobús de la ruta 333 perteneciente a la empresa Alianza de Camioneros Jalisco A. C. (hoy Tutsa) que casualmente circulaba por el lugar es proyectado por los aires, en la esquina de Gante y Nicolás Bravo.
- 10:12: Cuarta explosión, se registra en la Av. González Gallo al cruce de Río La Barca.
- 10:15: Trabajadores de fábricas ubicadas a lo largo de la Avenida González Gallo comienzan a ser evacuados.
- 10:16: Comienzan a llegar cuerpos de rescate y voluntarios a las zonas afectadas por las explosiones.
- 10:23: Quinta explosión, ocurre en el cruce de Gante y Calzada del Ejército.
- 10:29: El barrio de Mexicaltzingo es evacuado.
- 10:31: Sexta explosión, se registra en el cruce de las calles 5 de Febrero y Río Bravo.
- 10:43: Séptima explosión, esquina de las calles Gante y Silverio García.
- 11:00: Continúan llegando más cuerpos de rescate a zonas afectadas.
- 11:02: Octava explosión, esta ocurre en el cruce de Av. Río Nilo y Río Bravo.
- 11:03: Las colonias Atlas, Álamo Industrial, El Rosario, Quinta Velarde, Fraccionamiento Revolución y el centro del municipio de Tlaquepaque, son evacuadas.
- 11:16: Últimas dos explosiones registradas, una en el cruce de Río Pecos y Río Álamo, y la otra en González Gallo y Río Suchiate.

### Después de las explosiones
- 12:00: Ante el miedo de que ocurrieran más explosiones y tragedias, personas de toda el área metropolitana comienzan a destapar las alcantarillas, para liberar los gases que pudieran haber quedado atrapados en ellas.
- 01:38: Se les informa a los habitantes de colonias como Zona Industrial, 18 de Marzo, Fresno, 8 de Julio, Ferrocarril, La Nogalera, Morelos, Echeverría, Polanco, 5 de Mayo y Miravalle, que estén alertas ante cualquier evento que pudiera ocurrir.
- 25 de abril: Pánico en las colonias 5 de Mayo, El Deán, Echeverría y Polanco, bomberos piden a ciudadanos que se encuentran en estas áreas no encender ningún tipo de flama, debido a un fuerte olor a gas ante el temor de causar otra detonación y con esto la posibilidad de una nueva cadena de explosiones, pero después se confirma que fue una fuga en una tubería de Pemex.
- Se le echó la culpa a Pemex sin embargo, la fuga en la tubería fue posterior a las explosiones, la causa real fue una aceitera que tiró heptano al drenaje y quedó atorado en el sifón que pasa por abajo del tren ligero.

## Investigación
El Presidente Municipal de la ciudad, Enrique Dau Flores, no consideró que fuera necesaria la evacuación de la zona.
Posteriormente los resultados de una investigación en el desastre arrojaron que las causas de la tragedia habría sido:
- Tubos de agua nuevos, hechos de hierro revestido de zinc, fueron emplazados cerca de una tubería de acero perteneciente a Pemex. La humedad de la tierra hizo que los metales tuvieran una reacción electrolítica, que eventualmente ocasionó la corrosión de esta última, creando un agujero que provocó que la gasolina se fugase al subsuelo y en la tubería principal municipal.
- Ese alcantarillado fue construido en forma de "U" para que la ciudad pudiera ampliar su sistema de tren ligero. Sin embargo, el sistema de alcantarillado se construye generalmente en cuesta, de modo que la gravedad mueva la basura acumulada con mayor facilidad. Pero para que el diseño funcionara, un sifón invertido fue colocado de modo que los líquidos pudieran empujarse contra gravedad. Pero el diseño tenía errores. Mientras los líquidos eran bombeados con éxito, los gases no y los gases de gasolina se acumularon, y una chispa era suficiente para desencadenar la explosión.
- Un choque entre dos metales puede producir chispas, incluso cuando una boca de tormenta es acomodada de nuevo en su lugar.

En consecuencia, funcionarios del gobierno del estado y, funcionarios de Pemex se culparon unos a otros. Hubo gente que pensó que una compañía fabricante de aceites de cocina tiraba hexano por el desagüe, un líquido inflamable similar a la gasolina, pero posteriormente esta versión fue descartada.
Hubo detenciones de numerosas personas presuntamente implicadas en la omisión detonante de la explosión. Sin embargo, al final toda esa gente fue exonerada y en la actualidad no hay persona alguna que purgue condena por causa de los hechos.
Sin embargo este hecho sí fue el detonante para la dimisión del entonces gobernador del estado, Guillermo Cosío Vidaurri, que fue reemplazado por Carlos Rivera Aceves.